# Gymnosporia schliebenii
Gymnosporia schliebenii är en benvedsväxtart som beskrevs av Ludwig Eduard Theodor Loesener och Jordaan. Gymnosporia schliebenii ingår i släktet Gymnosporia och familjen Celastraceae. Inga underarter finns listade.